# Bargen (Texel)
Bargen is een buurtschap op het eiland Texel in de Nederlandse provincie Noord-Holland, en ligt net ten noorden van het dorp De Waal.
Bargen ontstond ooit in de polder Barningen, en was daarvan de kern. Bij een schouw in 1561 werd, door een door de Staten van Holland en West-Friesland benoemde commissie die de onregelmatige belastingafdracht moest controleren, de polder Barningen genoemd als de polder met de 'bijna kwaadste' grond van heel Texel. De grond van Barningen was per morgen niet meer dan 50 stuivers waard, terwijl andere polders belastbaar waren voor 10 carolusguldens per morgen.
Er staat in de buurtschap nog een oude boerderij, die al in 1742 werd genoemd en toen bewoond werd door ene Reijer Vlaming.
De weg die Bargen heet, die van Zaandammerdijk bij De Waal in zuidoostelijke richting tot de Oosterenderweg loopt, is de weg van de buurtschap Molenbuurt, genaamd Molenbuurtswegje.

## Galerij

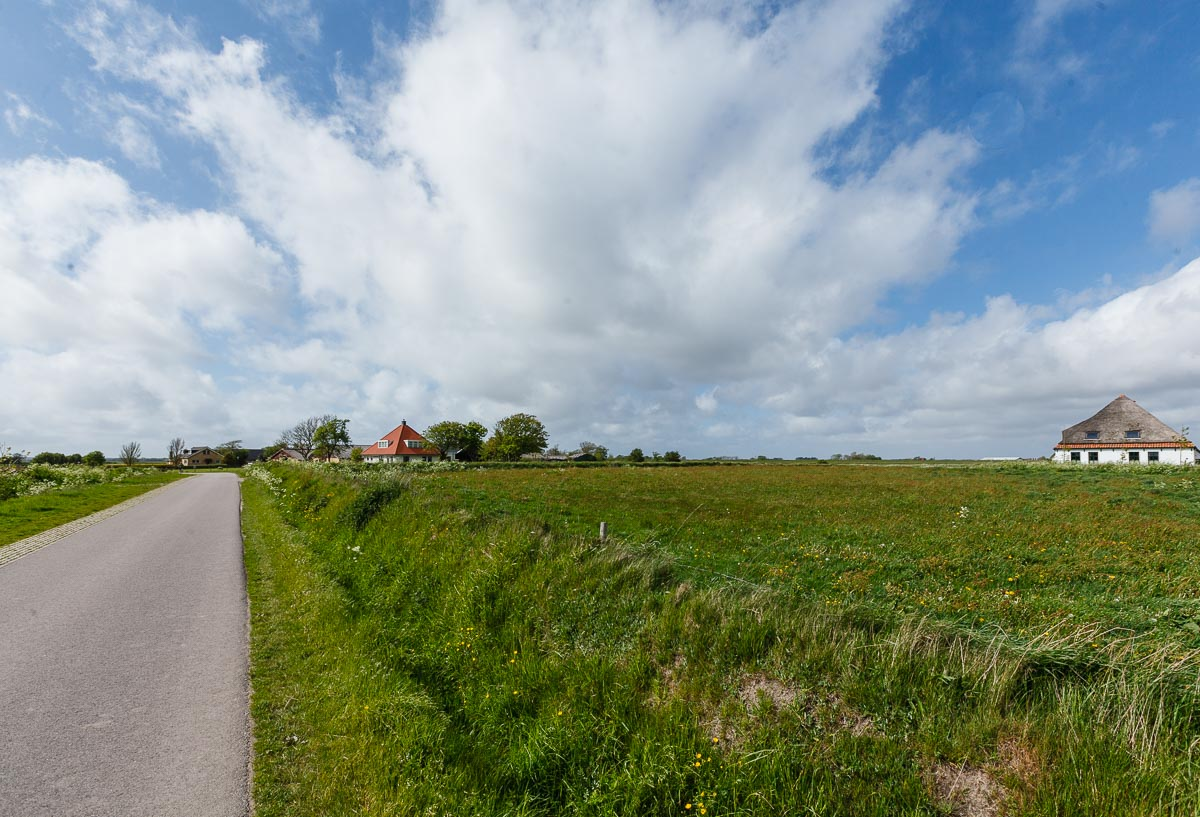
Bargen in 2013

Dorpen en gehuchten: 't Horntje · De Cocksdorp · De Koog · De Waal · Den Burg · Den Hoorn · Oosterend · Oudeschild

Buurtschappen: Bargen · Burger Nieuwland · De Kuil · De Naal ·  De Nes · De Westen · Dijkmanshuizen · Driehuizen · Harkebuurt · Het Noorden · Midden-Eierland · Molenbuurt · Nieuweschild · Noord Haffel · Noorderbuurt · Ongeren · Oost · Spang · Spijkdorp · Tienhoven · Westergeest · Westermient · Zevenhuizen · Zuid-Eierland · Zuid Haffel

Noord-Holland: Steden en dorpen in Noord-Holland      Nederland: Provincies · Gemeenten